# Hertsön
Hertsön is een Zweeds eiland (ö) in de Botnische Golf, dat inmiddels kunstmatig is verbonden met het vasteland. Op het eiland liggen enkele buitenwijken van Luleå, maar ook nog enkele onafhankelijke dorpen zoals Björknäs en Harrviken. Het eiland maakt deel uit van het samenwerkingsverband Groot Luleå. Hertsön is in de loop der tijden vergroeid met andere eilanden in deze scherenkust, bijvoorbeeld Gränön, met al die aangroei is het nu 73 km² groot.